# Konstantin Bronzit
Konstantin Eduárdovich Bronzit (em russo:  Константин Эдуардович Бронзит; São Petesburgo, 12 de abril de 1965) é um animador e diretor russo. 
Seu filme mais conhecido é o curta-metragem No fim do mundo, de 1999, com o qual conquistou mais de setenta prêmios.